# Villa Verde
Villa Verde (sardisk: Bàini) er en by og en kommune (comune) i provinsen Oristano i regionen Sardinien i Italien. Byen ligger i 204 meters højde og har 319 indbyggere (2016). Kommunen har et areal på 17,65 km² og grænser til kommunerne Ales, Palmas Arborea, Pau, Usellus og Villaurbana.